# Jean Gandois
Jean Gandois, né le 7 mai 1930 à Nieul (Haute-Vienne) et mort le 7 août 2020 à Cerdon (Loiret), est un chef d'entreprise, industriel et syndicaliste français. Il est président du CNPF entre 1994 et 1997. Il est présenté comme un des derniers « grands capitaines d'industrie de l'histoire économique européenne ».

## Biographie

### Famille et formation
Né le 7 mai 1930 à Nieul (Haute-Vienne), Jean-Gandois est le fils d'un père, libre-penseur et percepteur et d'une mère très religieuse. Celle-ci l'a profondément influencé à tel point que, jusqu'à l'âge de 12 ans, Jean Gandois voulait être prêtre.
Il entre à l'École polytechnique et sort diplômé de la promotion 1949. Il est aussi ingénieur des Ponts et Chaussées.

### Carrière
De 1954 à 1960, il est embauché par les Travaux publics de Guinée en tant qu'expert pour les programmes routiers du Brésil et du Pérou. En 1961, il rentre dans le groupe Wendel et après diverses fonctions, devient en 1972 directeur général de Sacilor, puis président directeur général de Sollac. En 1976, il entre chez Rhône-Poulenc, à la demande du président Renaud Gillet, pour en devenir son directeur général puis président directeur général. Il quitte le groupe en 1982 et exerce jusqu'en 1986 l'activité de consultant international. En 1986, il devient président directeur général de Pechiney - il y croise alors Martine Aubry qui devient sa directrice adjointe en 1989.

### Président du CNPF
Jean Gandois quitte la présidence de son groupe en 1994 pour prendre la succession de François Perigot à la présidence du Conseil national du patronat français (devenu le Medef en 1998).
Les élections législatives de 1997 voient l'arrivée au pouvoir d'un nouveau gouvernement de majorité socialiste mené par Lionel Jospin. Le programme sur lequel il a fait campagne comprend la réduction de temps de travail, mesure à laquelle le patronat français se montre particulièrement hostile.
Jean Gandois affirme cependant avoir reçu l'assurance du nouveau Premier ministre qu'il n'y aurait pas de loi obligatoire sur les 35 heures. Il connaît en outre personnellement la ministre du Travail Martine Aubry, chargée de porter la mesure, et qui avait été sa directrice adjointe chez Pechiney.
Il participe donc le 10 octobre 1997 à un sommet social sur l'emploi et les salaires organisés par Lionel Jospin à l'hôtel de Matignon, au cours duquel est annoncé la préparation d'une loi-cadre réduisant le temps de travail règlementaire de 39 à 35 heures. Jean Gandois quitte la réunion à 18h avant son terme et déclare aux journalistes sur le perron avoir été « berné » par le gouvernement.
ll démissionne trois jours plus tard de son poste de président du CNPF le 13 octobre 1997, avec effet au 16 décembre. Il appelle publiquement le patronat français à choisir « un tueur » comme successeur à son poste pour mener la fronde contre la réforme. En décembre 1997, c'est Ernest-Antoine Seillière qui prendra sa succession.

### Autres activités
De 1987 à 1999, il exerce simultanément les fonctions de président de Cockerill-Sambre. Il est nommé président d'honneur du Medef. Il a aussi été administrateur de plusieurs sociétés dont BSN, Compagnie Financière de Paris, Lyonnaise des Eaux, Vallourec, Cie Française Philips, Hewlett Packard France. Il est également membre du Conseil de Surveillance de Peugeot S.A. Il a aussi été censeur d'Eurafrance et administrateur de l'Institut Curie.

### Décès
Jean Gandois meurt le 7 août 2020 à Cerdon (Loiret). Selon l'ancien syndicaliste Louis Smal qui se trouvait dans son domaine en Sologne, près d'Orléans, son état de santé s'était détérioré à la suite d'une chute. « Ce n’est pas une maladie qui l’a emporté, mais la vieillesse », a-t-il ajouté.

## Distinctions
- Grand-croix de l'ordre de la Couronne (Belgique, 1985)
- Commandeur de la Légion d'honneur (1994)
- Membre honoraire de l'ordre d'Australie (1995)[3]
- Grand cordon de l'ordre de Léopold (Belgique, 1999)
- Docteur honoris causa des universités de Liège et de Louvain
- Médaille d'or de la fondation Jean-Monnet pour l'Europe